# Петровская набережная (Астрахань)
Петро́вская набережная — главная в Астрахани пешеходная набережная Волги. Начинается в историческом районе Коса около истока Кутума и идёт на юго-запад через Адмиралтейскую косу до Эллинга. В северной части параллельна улице Максима Горького, в южной — улице Бабёфа.
На всём своём протяжении благоустроена, имеются скамейки, зелёные насаждения. Эта набережная — одно из любимых мест для прогулок астраханцев и гостей города, на ней регулярно проводятся различные мероприятия, концерты, праздники. На участке от пересечения с Красной набережной до Бульварного переулка расположено значительное количество кафе, ресторанов и баров, имеются детские аттракционы. 

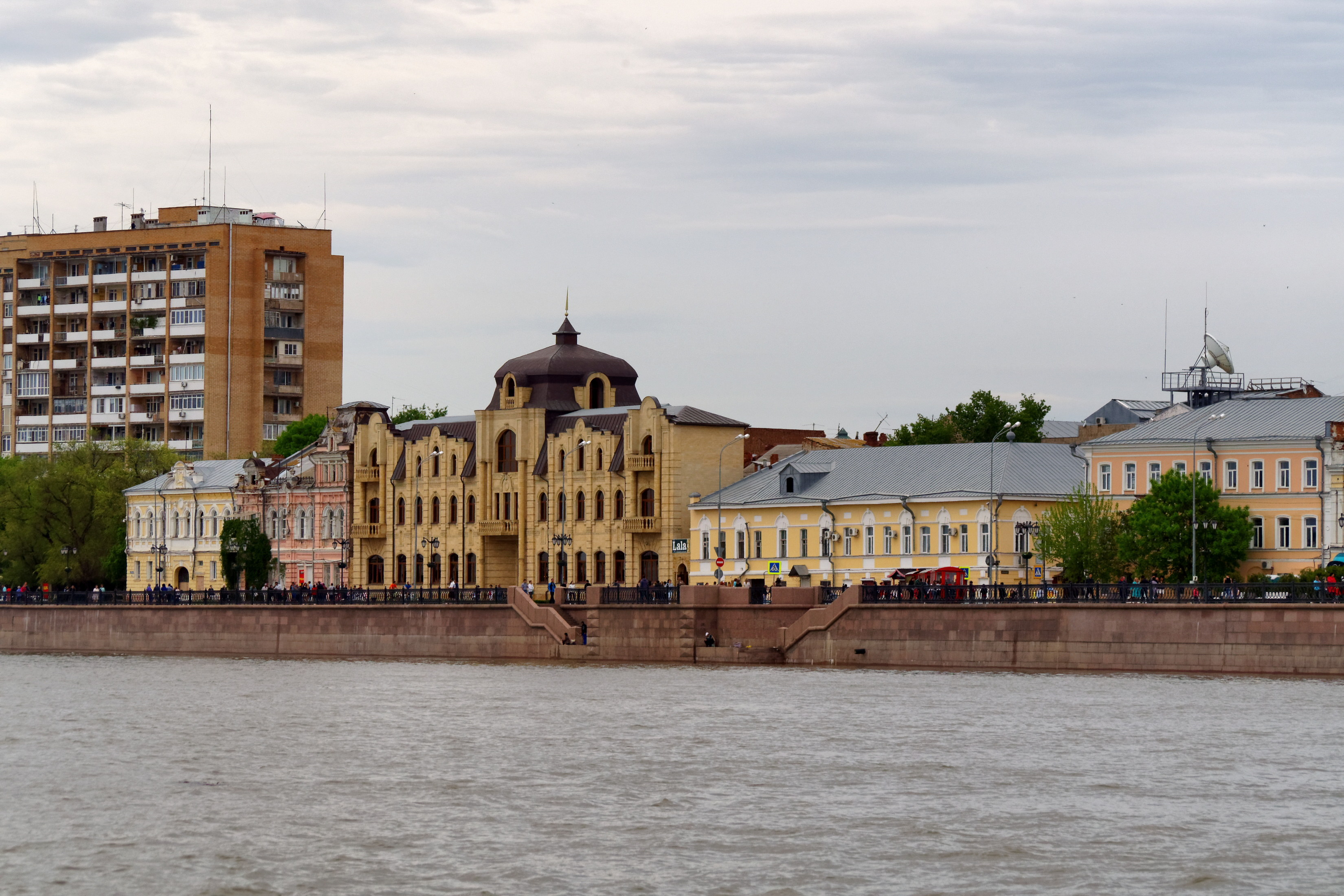
Слева улица Урицкого, 5, вид на улицу Максима Горького 3-13

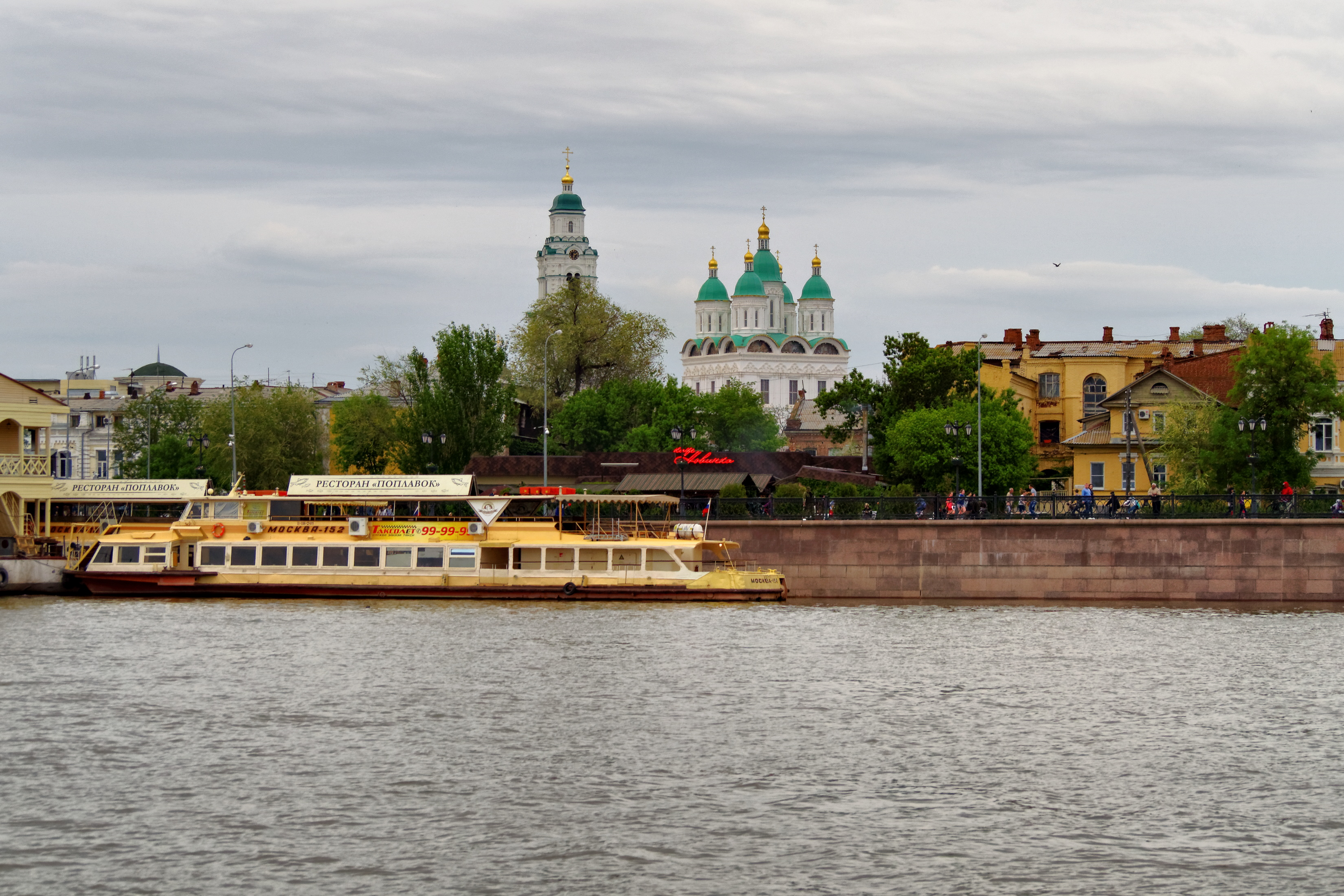
Вид на Астраханский кремль с Волги

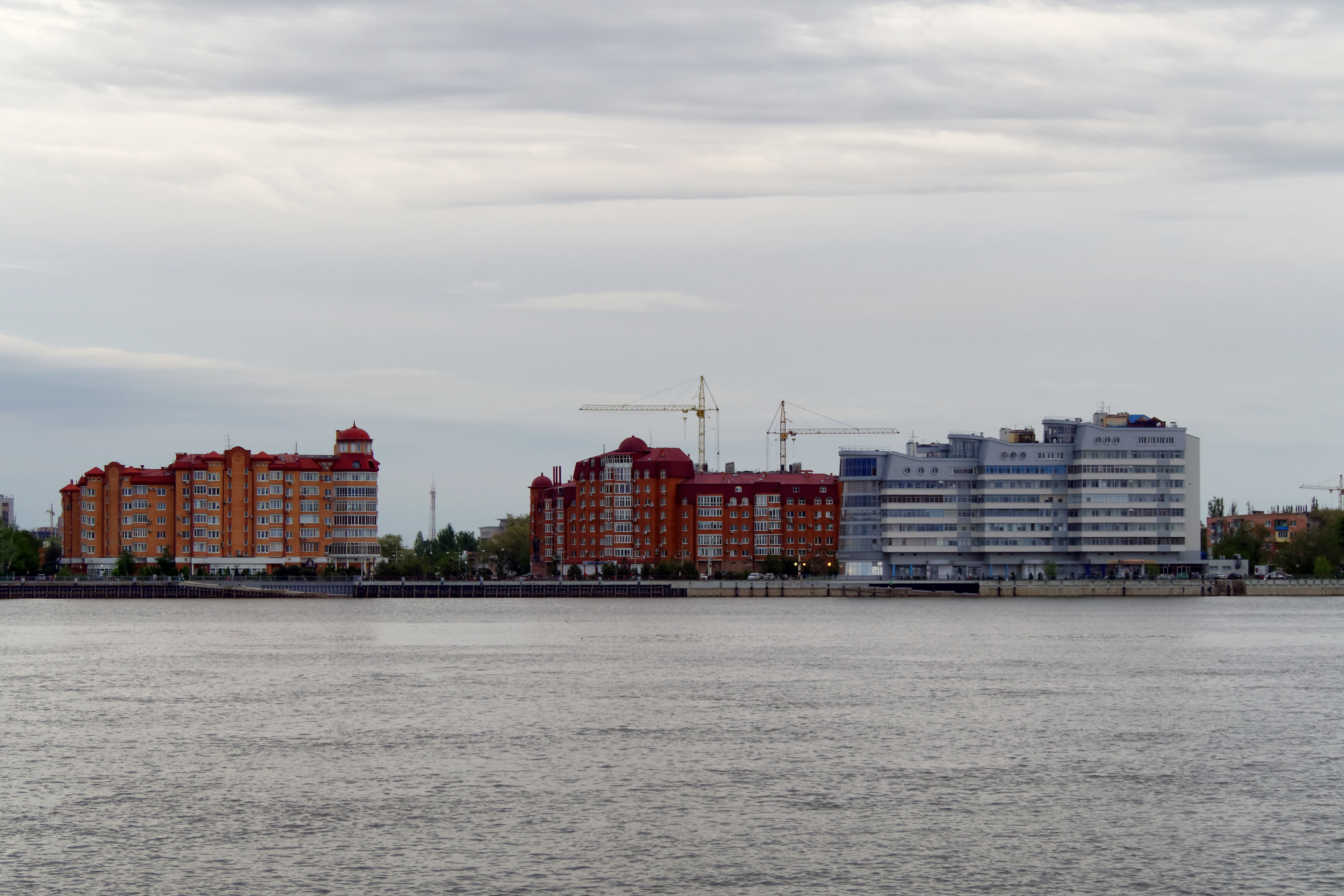
Вид на дома 6 и 3 проспект губернатора А.Гужвина, между ними площадь и памятник Петру I, справа Бабёфа, 2

## Галерея

памятник-обелиск ПОГИБШИМ ПОГРАНИЧНИКАМ
памятник Петру I Великому
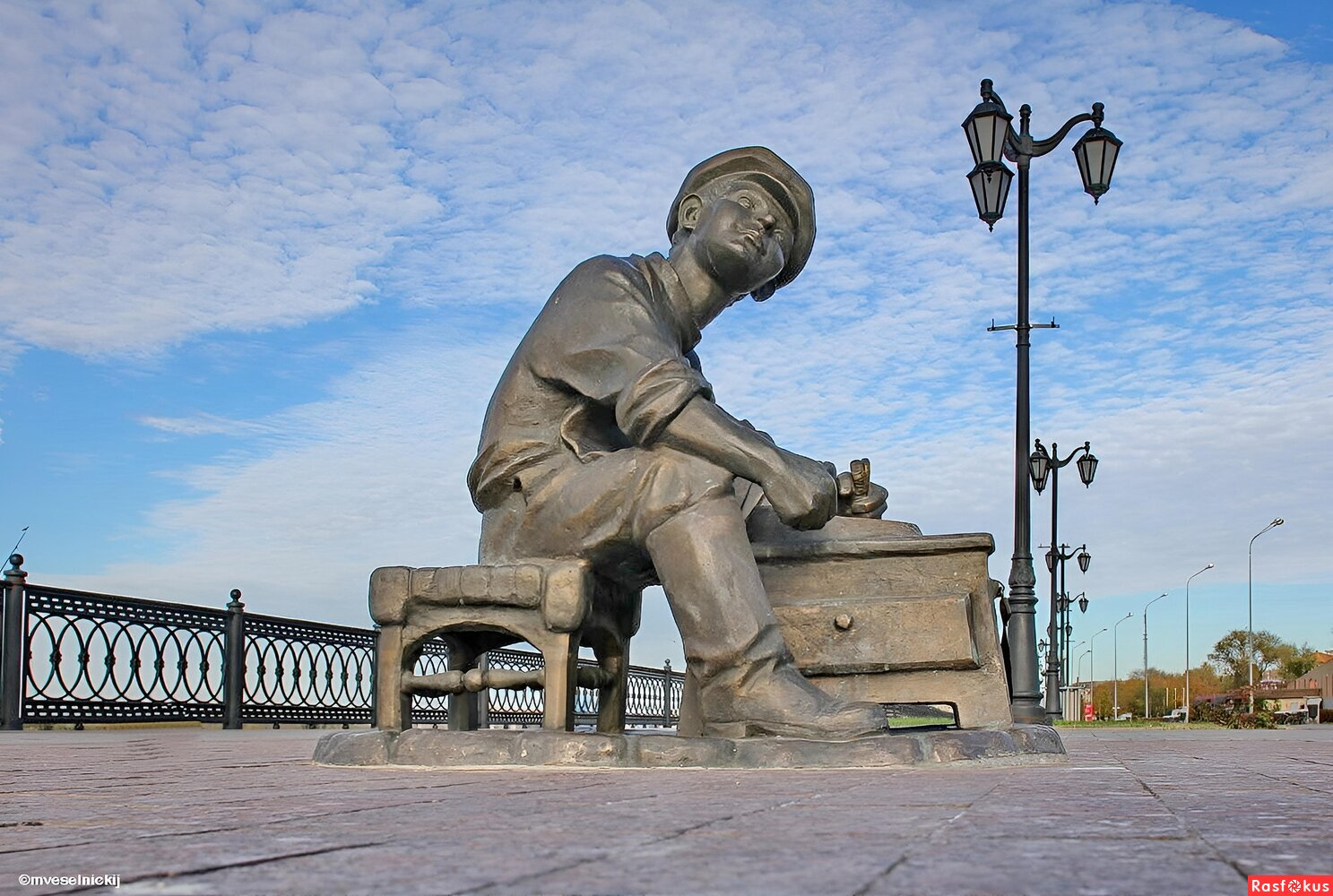
скульптура ЧИСТИЛЬЩИК ОБУВИ
скульптура ДАМА С СОБАЧКОЙ
скульптура ЗОЛОТАЯ РЫБКА
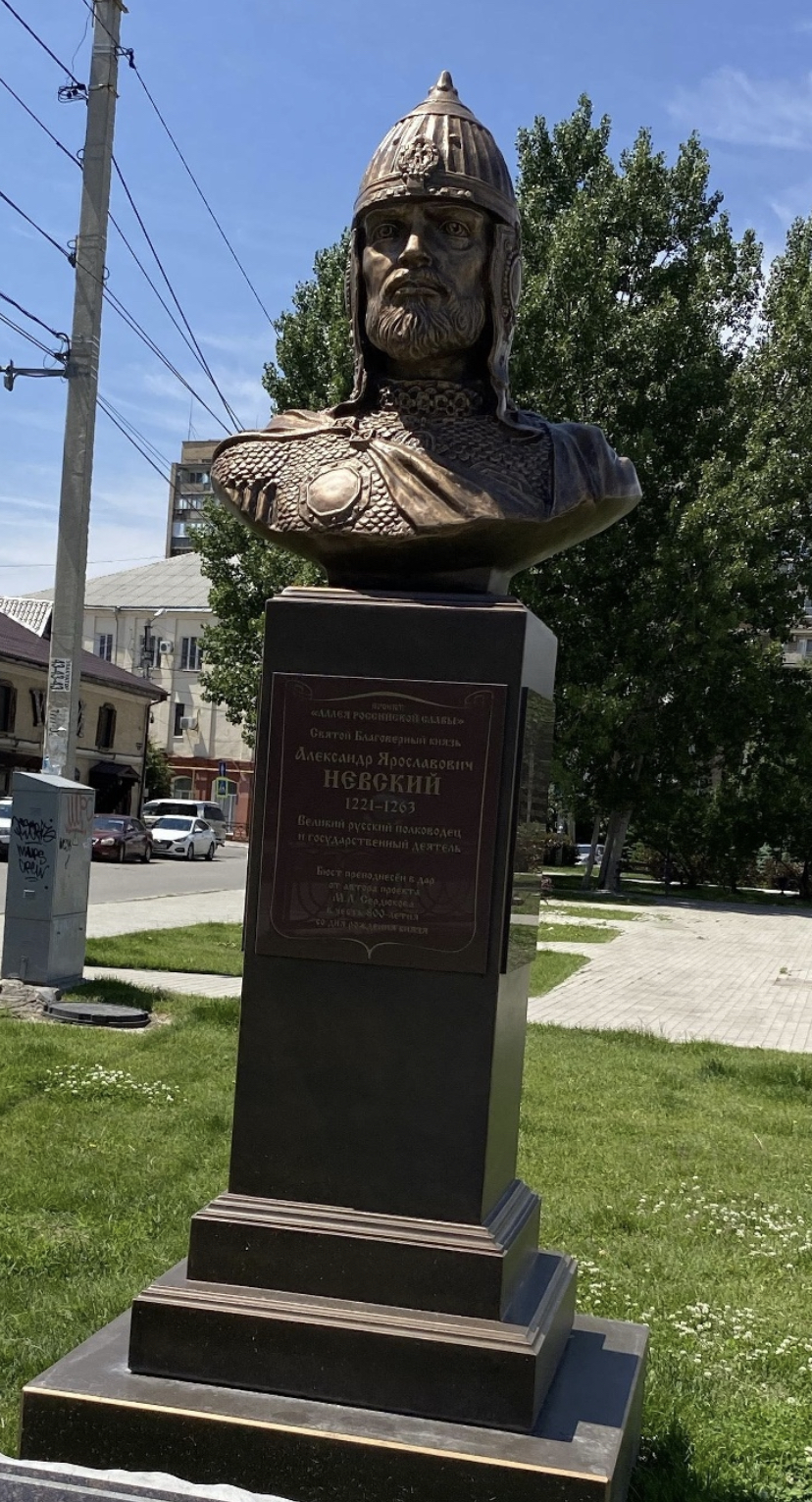
бюст князя Александра Невского

## История
Из-за своего пешеходного статуса эта набережная долгое время фактически не считалась самостоятельной улицей и не имела официального названия. Поименование произошло лишь в 2017 году, когда постановлением мэрии города набережная получила имя Петра I.